# Costularia pilisepla
Costularia pilisepla là một loài thực vật có hoa trong họ Cói. Loài này được (Steud.) J. Kern mô tả khoa học đầu tiên năm 1958.